# Ecsenius randalli
Ecsenius randalli är en fiskart som beskrevs av Springer, 1991. Ecsenius randalli ingår i släktet Ecsenius och familjen Blenniidae. Inga underarter finns listade i Catalogue of Life.